# Canthium coromandelicum
Canthium coromandelicum o Canthium parviflorum  es una especie de planta medicinal perteneciente a la familia la familia de las rubiáceas. Es originaria de India hasta Indochina.

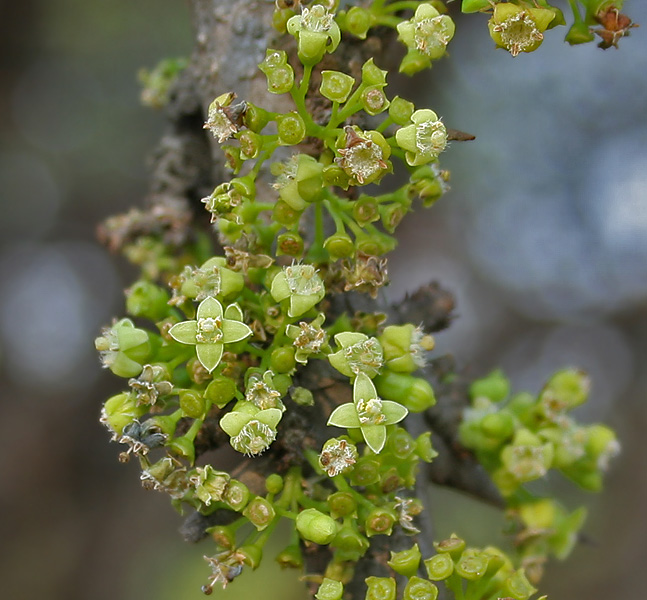
Inflorescencia

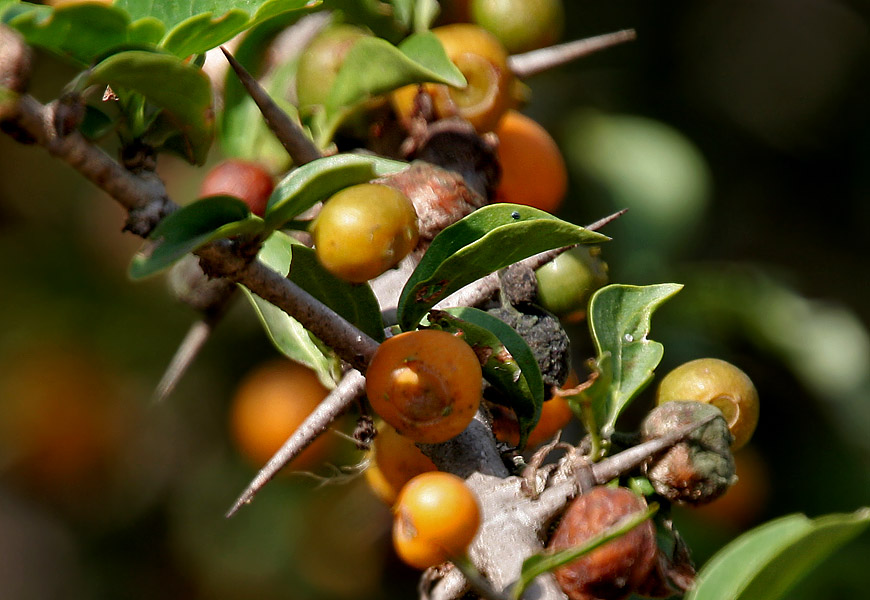
Fruto

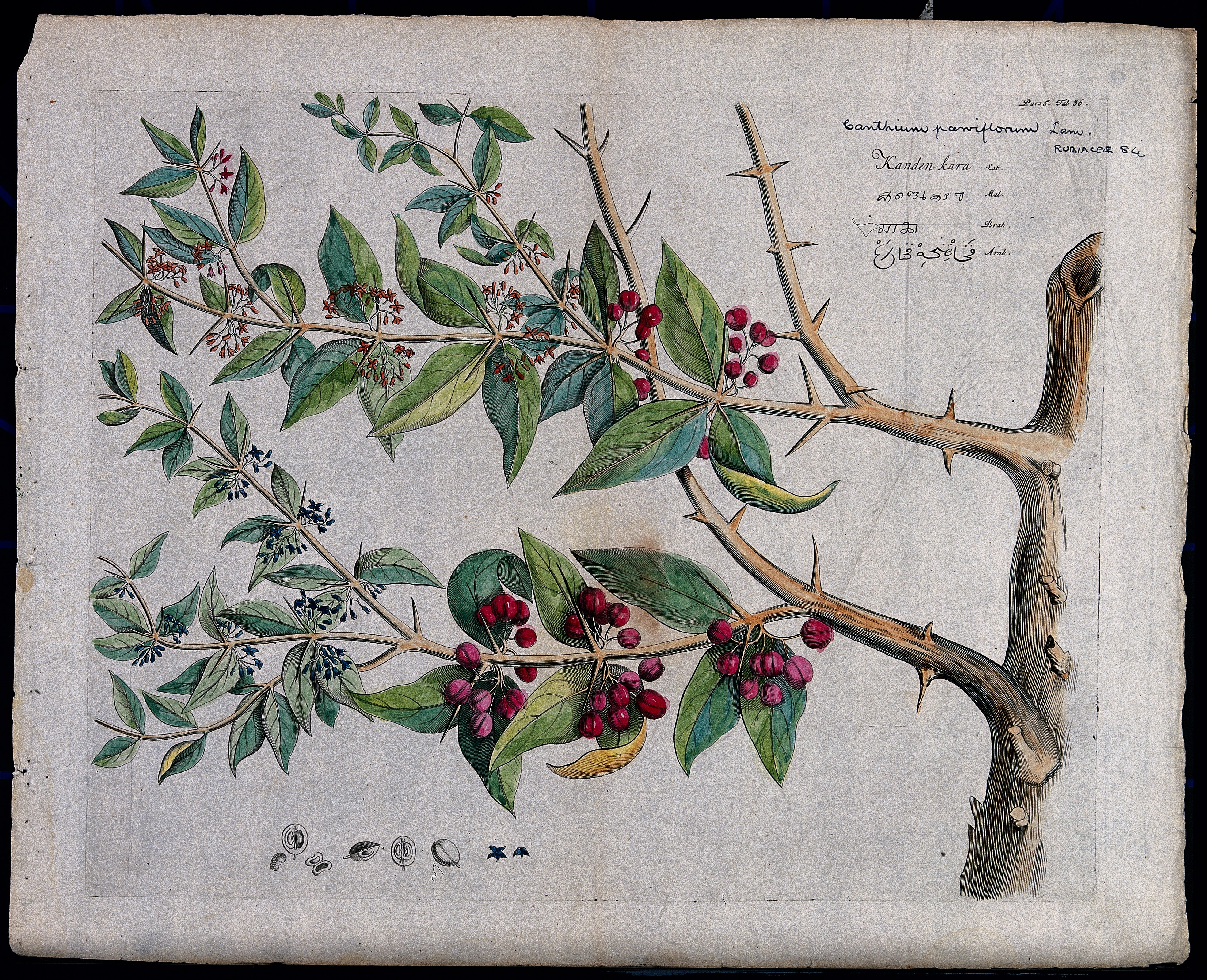
Ilustración

## Propiedades
Indicaciones: la hierba es astringente, vermífugo, antiespasmódico. La raíz vermífugo.
Otros usos: En Malasia se emplea la decocción para parar el hipo.

## Taxonomía
Canthium coromandelicum fue descrita por (Burm.f.) Alston y publicado en Handb. Fl. Ceylon 6(Suppl.): 152, en el año 1931.
Etimología
Canthium: nombre genérico de una latinización de "kantankara", un nombre malayalam  de Kerala para Canthium coromandelicum. Kantan significa "brillante" y kara significa "un arbusto espinoso".
coromandelicum: epíteto geográfico que alude a su localización en Coromandel.
Sinonimia
- Canthium parviflorum Lam.
- Gmelina coromandelina Burm.f.
- Paederia valli-kara Juss.
- Plectronia parviflora (Lam.) Bedd.
- Webera tetrandra Willd.[5]

## Nombre común
- Castellano: Jazmín salvaje[2]